# Schlaginstrument
Ein Schlaginstrument ist ein Musikinstrument, das durch Schlagen oder durch Schütteln zur Schwingung angeregt wird und so einen Ton von meist kurzer Dauer mit bestimmter oder unbestimmter Tonhöhe oder ein Geräusch erzeugt. Zur Gruppe der Schlaginstrumente, die nicht nach der heute üblichen Systematik der Musikinstrumente, sondern nach der Art der vom Spieler aufgewendeten Energie, also der ausgeführten Schlagbewegung klassifiziert werden, zählen Idiophone (Selbstklinger) und Membranophone (Fellklinger), bei denen der Tonerreger straffgespannte Membrane sind. Rahmentrommeln mit Schellenkranz wie das Tamburin sind zugleich Membranophon und Idiophon. Vor dieser heutigen Unterscheidung bildeten Schlaginstrumente eine der drei alten Kategorien, neben Saiteninstrumenten und Blasinstrumenten.
Die eher geräuschhaften Instrumente werden überwiegend als Rhythmusinstrument eingesetzt, jene die bestimmte Tonhöhen produzieren können (wie etwa  Metallophon, Xylophon, Vibraphon, Celesta, Klavier) werden auch als Melodieinstrument bzw. als Harmonieinstrument musikalisch eingesetzt.
Die Anzahl an Materialien und Formen, mit denen sich Geräusche oder Töne erzeugen lassen, ist schier endlos und die Klangerzeugung ist so alt wie die Menschheit, da bereits die Hände (beim Klatschen) als Schlagzeug verwendet werden können. Die Liste der Schlaginstrumente zeigt typische Beispiele auf, wobei Schlagzeug, Pauke und Trommel oftmals als rhythmische Hauptinstrumente bezeichnet werden.
Tonhöhe und Klangfarbe können bei Trommeln durch Veränderung der Membranspannung variiert werden. Man unterscheidet Schlaginstrumente mit definierbarer Tonhöhe wie zum Beispiel Pauke, Tabla, Glocke und Buckelgong und solche, die ein weniger definierbares Klangspektrum (Einzelschläge oder Geräusch) erzeugen, wie Kleine Trommel, Becken, Flachgong, Rassel und Kastagnetten. Aufgrund der Art der Tonerzeugung (anschlagen) kann man auch Tasteninstrumente zu den Schlaginstrumenten zählen. 

## Schlagzeug

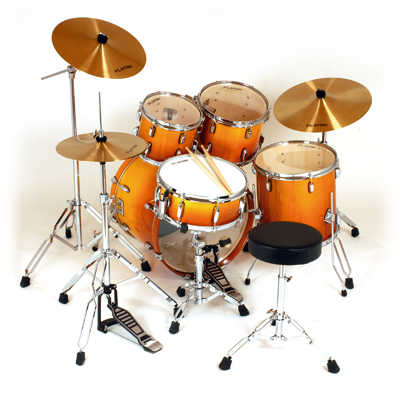
Schlagzeug im Standardaufbau

Das Schlagzeug ist eine Kombination verschiedener Schlaginstrumente. Im Standardaufbau besteht es aus fünf verschiedenen Trommeln und drei Becken, die im Sitzen mit verschiedenen Arten von Stöcken, Jazz-Besen oder Filzschlegeln und Pedalen bespielt werden.
In den verschiedenen Musikstilen findet man diverse Konfigurationen des Schlagzeugs vor. Während beim Jazz meist kleinere Trommeln benutzt werden, findet man in Rock- und Popmusik, durch die das Drumset sehr bekannt wurde, oft größere Sets, auch mit zwei Bass Drums (Double Bass), mit einer dementsprechend größeren Bandbreite an Trommeln, Becken und Perkussionelementen.
Ein elektronisches Schlagzeug wird wie ein akustisches Schlagzeug gespielt, die Töne werden jedoch digital erzeugt.

## Perkussion
Perkussion ist ein weit gefasster Begriff für kleinere Schlaginstrumente, zu denen auch die indirekt schlagenden Rasseln gehören. Gelegentlich werden – angelehnt an die umfassendere englische und französische Bezeichnung percussion – Schlaginstrumente allgemein als Perkussion bezeichnet. Bekannte Perkussionsinstrumente sind Glocke, Röhrenglocken, Waschbrett, Maracas, Eggshaker, Schüttelrohr, Conga, Kuhglocke und Claves, die zumeist aus dem afrikanischen oder (als lateinamerikanische Rhythmusinstrumente) dem südamerikanischen Raum stammen.
Darüber hinaus zählen zur Perkussion auch einige Nicht-Schlaginstrumente wie z. B. die Trillerpfeife im Samba.
Auch wenn das Spielen von Perkussionsinstrumenten teilweise sehr einfach aussieht, erfordern die meisten jedoch eine ausgefeilte Technik, um den vollen Klang zu entfalten. Dennoch sehen fast alle Instrumentenhersteller insbesondere die Kleinperkussion-Instrumente nicht als vollwertige Instrumente an, da sie nicht so häufig gekauft werden und mit ihnen im Vergleich zu größeren Rhythmusinstrumenten (Surdo, Congas) etc. nicht sehr viel Geld zu verdienen ist. Das hat zur Folge, dass im Kleinperkussionbereich selbst namhafte Hersteller sehr oft qualitativ minderwertige Instrumente verkaufen.

## Schlagwerk
Unter Schlagwerk versteht man die im Orchester verwendeten Schlaginstrumente. Bekannt sind die Pauke, die Große Trommel, Kleine Trommel und die Becken sowie die Triangel.

## Stabspiele
Stabspiele, auch Mallet-Instrumente (von engl. mallet, „Schlägel“) genannt, sind mehrtönige, gestimmte Aufschlagidiophone. Gespielt werden sie mit bis zu vier Schlegeln mit einem Kern aus Kork, Holz, Metall oder Kunststoff, der bei manchen mit Faden umwickelt ist. Der Tonumfang ist bei größeren Instrumenten nahe dem des Klaviers, auch sieht die Anordnung der Platten aus wie eine Klaviatur. Die Stabspiele werden in Orchestern häufig als Solo- oder Begleitstimmen eingesetzt.